# Ordanivka, Dîkanka
Ordanivka (în ucraineană Орданівка) este localitatea de reședință a comunei Ordanivka din raionul Dîkanka, regiunea Poltava, Ucraina.

## Demografie
Componența lingvistică a localității Ordanivka
     Ucraineană (93,66%)
     Rusă (5,65%)
     Alte limbi (0,42%)
Conform recensământului din 2001, majoritatea populației localității Ordanivka era vorbitoare de ucraineană (93,66%), existând în minoritate și vorbitori de rusă (5,65%).